# Шамши-Адад II
Шамши-Адад II англ. Shamshi-Adad II; ? — 1579 до н. э.) — царь Ашшура древнеассирийского периода, который правил примерно с ок. 1586 по 1579/1580 год до нашей эры.
Сын ассирийского царя Эришума III (1598—1586 до н. э.), внук Кидин-Нинуа из Династии Адаси (Адасиды). Согласно Списку ассирийских царей, он был 57-м ассирийским царём на протяжении шести лет. Его правление пришлось на смутное время ассирийского истории.
Находясь в между Тигром, Нижним Забом и горами Загра, Ассирия подвергалась постоянным нападениям Митанни и других окрестных народов. Успешно боролся с ними Самсиадад III (нач. XVII в.), «обладатель страны между Тигром и Евфратом», сообщивший в посвященной сооружению храма Энлиля в Ассуре и найденной германской экспедицией надписи следующее: «я принял дань царей Тукриша (вероятно, у озера Урмия) и царей верхней страны; моё великое имя и мою надпись на камне поместил я в стране Ливана, на берегу великого моря». Однако эти успехи были непрочны.